# 潮汐力
潮汐力（英語：tidal force）是將物體壓縮或拉伸的一種假想力，是由於引力場強度不同所導致的。潮汐力引發的現象如潮汐，潮汐鎖定，天體分解，在洛希極限內環的生成，並在極端的情況下，造成物體的麵條化。潮汐力產生的原因是一個物體的不同部分受到來自另一個物體的引力場強度不相同，在靠近引力場源那側受到的引力大於遠離的那側，引力不均造成了物體被拉伸。所以，潮汐力是一種差動力，也是引力場的次級效應。

## 影響潮汐力大小的因素
天体受到的潮汐力的強度取決於該天體的大小和该天體与场源之間的距離。以月球在地球上造成的潮汐力為例，潮汐力強度正比於地球直徑，而與地球至月球距離的三次方成反比。作用於湖泊、游泳池、浴缸及其他小型水體的潮汐力非常小，可以忽略不計。

## 大小和距離
圖一顯示引力如何隨距離減弱，在圖中，引力以{\displaystyle 1/x^{2}}的速度随距离的增加而减弱，潮汐力则可以被视为引力的梯度，因此潮汐力與距離的三次方成反比。

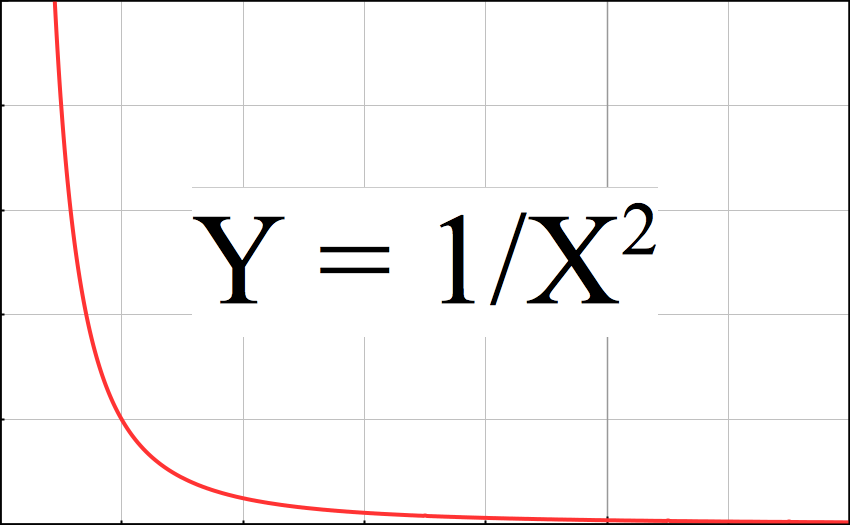
圖 1: 引力隨距離減小的趨勢

圖中，潮汐力的大小取決於兩點間Y座標的差。因此，若兩點的X座標之差越大，或者兩點愈靠近圖的左側，則兩點間的Y座標差愈大，潮汐力即愈大。
舉例來說，對地球而言，月亮造成的潮汐力大於太陽造成的潮汐力，儘管太陽對地球的引力較強，但因為地球距離太陽遠，因此，在地球上太陽的引力梯度較小。
月球在地球上造成的潮汐力大於地球在月球上造成的潮汐力。雖然兩者的距離及所受引力大小相同，但地球的直徑較大，也就是地球兩端的距離較大，因此受到較大的潮汐力。
一個物體受到的潮汐力不等於其所受到的引力，而是物體兩端受到的引力差。也就是如果物體直徑越大，兩端受到的引力差越大。引力與天體間距離的二次方成反比，靠近另一天體的一端受到引力大，遠離的一端受到引力較小，而潮汐力正比於兩端引力差。

## 潮汐力的效應

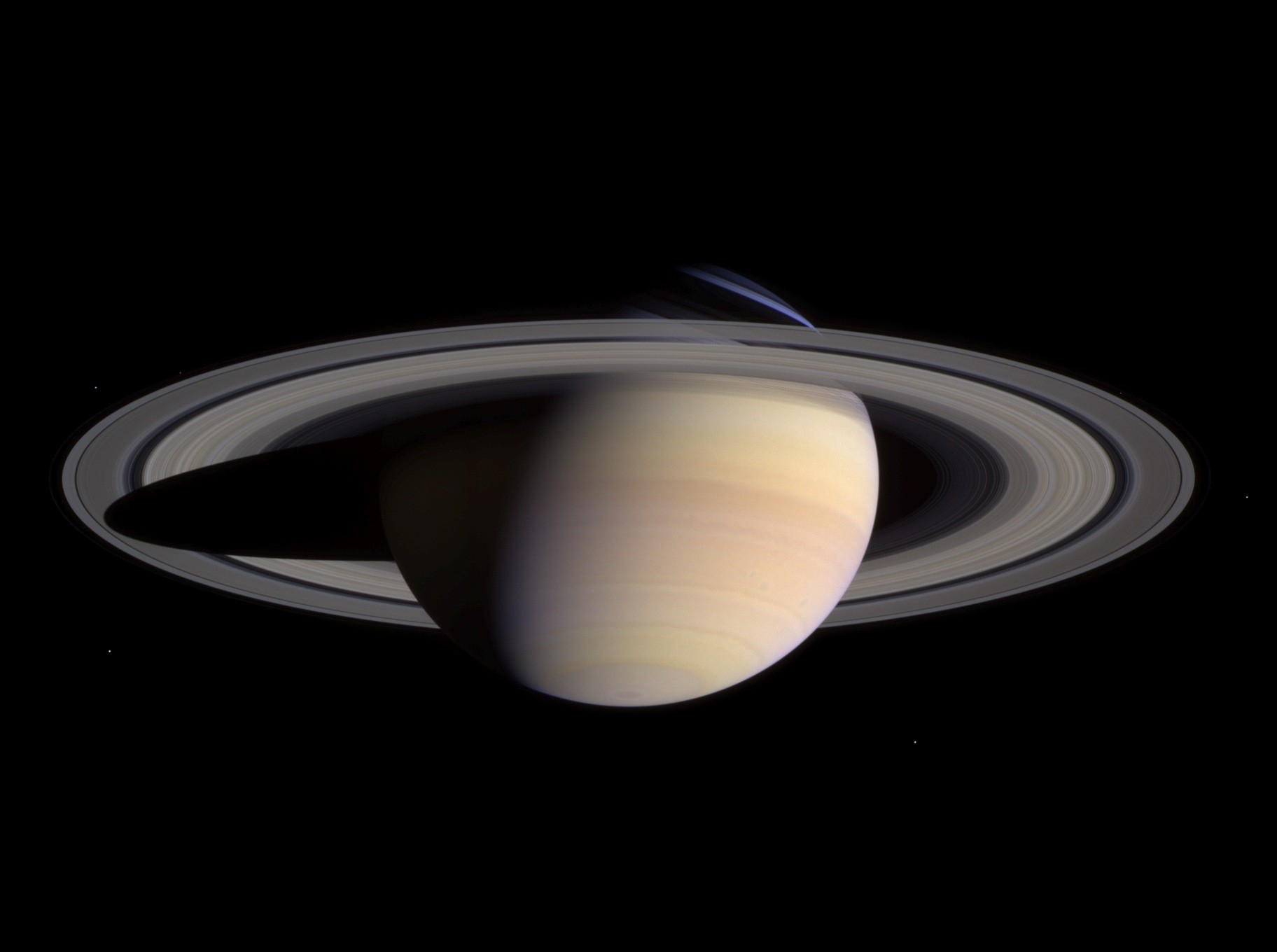
圖二: 土星環在其主要的衛星軌道內。潮汐力抵抗物體的重力聚集效應使衛星無法形成。

對於一個無限小的彈性球體，潮汐力效應會扭曲它的形狀但不改變體積，球體會變成橢球體，凸出的兩邊分別朝向和遠離引力源。大一點的物體會被扭曲成卵形，輕微地被壓縮，地球上海洋受月球引力影響即是此種狀況。地球和月球繞著兩者的重心旋轉，引力提供兩者所需的向心力。地球（物體1）會受到月球（物體2）的引力影響，導致海水的重新分布，在靠近和遠離月球的兩側形成凸起。
當自轉的天體受到潮汐力時，內部摩擦力會導致旋轉動能以熱的形式消耗。以地球和月球為例，旋轉動能的損失造成每世紀增加2毫秒。
潮汐力會影響海流，而海流能傳遞熱能以調節全球溫度。因此有人認為潮汐力的簡諧震盪會導致氣候變化，但目前並沒有證據顯示兩者的關聯性。
潮汐力在靠近體積小卻高質量的物體（如中子星或黑洞）時變得非常顯著，这时潮汐力會將被吸引而下落的物體麵條化。
潮汐力引發地球海洋的潮汐現象，主要的引力體為月亮，而太陽的影響較弱。潮汐力所造成的現象還有潮汐鎖定，潮汐加速，潮汐加熱，而潮汐可能引發地震。
潮汐力也會在地球內部生成導電流體，影響地球的磁場。

## 數學

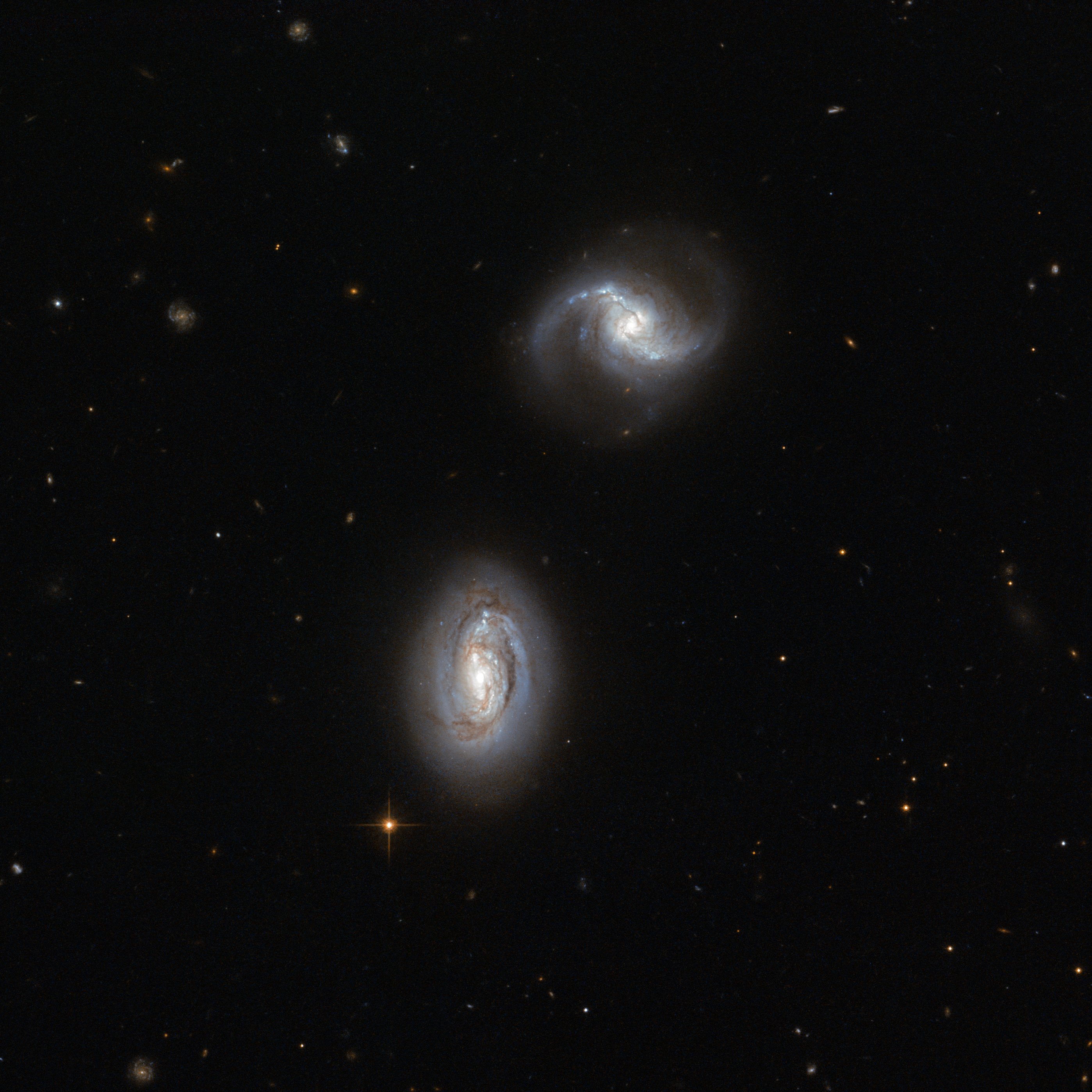
圖三: 潮汐力造成銀河對的合併 MRK 1034.

圖四: 潮汐力圖像。 上圖顯示物體m附近的重力場，下圖是物體m附近的重力场与m质心的重力場之差，即是潮汐力。

藉由牛頓萬有引力和運動定律，質量為m的物體受到來自另一質量為M的球體的引力，兩者距離為R。
{\displaystyle {\vec {F}}_{g}=-{\hat {r}}~G~{\frac {Mm}{R^{2}}}}
加速度{\displaystyle {\vec {a}}_{g}}為
{\displaystyle {\vec {a}}_{g}=-{\hat {r}}~G~{\frac {M}{R^{2}}}}
{\displaystyle {\hat {r}}} 是從物體M指向物體m的單位向量（物體m朝物體M的加速度方向為負），
現在考慮物體m附近的粒子因物體M所引起的加速度。R為從M質心到m質心的距離，Δr為粒子与物體m質心之间的距離。為簡單起見，假设Δr远小于R，且Δr與R的方向平行。如果物體m本身是一個半徑為Δr的均匀球體，那麼所考慮的新粒子可能位於其表面上，至物體M的質心的距離為（R±∆r）。M在粒子處產生的引力加速度為
{\displaystyle {\vec {a}}_{g}=-{\hat {r}}~G~{\frac {M}{(R\pm \Delta r)^{2}}}}
將R2項提出
{\displaystyle {\vec {a}}_{g}=-{\hat {r}}~G~{\frac {M}{R^{2}}}~{\frac {1}{\left(1\pm {\frac {\Delta r}{R}}\right)^{2}}}}
將 {\displaystyle 1/(1\pm x)^{2}} 的級數展開成 {\displaystyle 1\mp 2x+3x^{2}\mp \cdots } ，可以得到
{\displaystyle {\vec {a}}_{g}=-{\hat {r}}~G~{\frac {M}{R^{2}}}\pm {\hat {r}}~G~{\frac {2M}{R^{2}}}~{\frac {\Delta r}{R}}+\cdots }
第一項是M 在 {\displaystyle m}質心產生的加速度。這一項不影響觀察到的m表面上的粒子加速度，因為相對於M，m（及其表面上的一切）是自由落體的。如果將近粒子的受力減去遠粒子的受力，第一項會抵消，其他的偶數階項也是如此。剩下的項表示兩粒子受力差異，即是潮汐力造成加速度的項。當Δr與R相比較小時，只要考慮剩餘的第一項，因為其他剩餘項非常小並且可以忽略，此即是近似後的潮汐加速度
{\displaystyle {\vec {a}}_{t,{\text{axial}}}\approx \pm {\hat {r}}~2\Delta r~G~{\frac {M}{R^{3}}}}
這個式子中的距離∆r 是在m和 M的質心連線上，方向是從m的質心指向外部。

## 外部連結
- Gravitational Tides （页面存档备份，存于） by J. Christopher Mihos of Case Western Reserve University
- Audio: Cain/Gay – Astronomy Cast （页面存档备份，存于） Tidal Forces – July 2007.
- Gray, Meghan; Merrifield, Michael. . Sixty Symbols. Brady Haran for the University of Nottingham.   [2019-01-01]. （原始内容存档于2021-04-17）.
- Pau Amaro Seoane. .   [2018-12-28]. （原始内容存档于2021-04-17）.
- Myths about Gravity and Tides[] by Mikolaj Sawicki of John A. Logan College and the University of Colorado.
- Tidal Misconceptions by Donald E. Simanek